# Silurus triostegus
Silurus triostegus és una espècie de peix de la família dels silúrids i de l'ordre dels siluriformes.

## Distribució geogràfica
Es troba a l'Iraq.